# دستور البوسنة والهرسك
دستور البوسنة والهرسك (البوسني والكرواتي والصربي: Ustav Bosne i Hertcegovine / Устав Босне и Херцеговине) هو أعلى وثيقة قانونية في البوسنة والهرسك. الدستور الحالي هو الملحق 4 من اتفاقية الإطار العام للسلام في البوسنة والهرسك، والمعروفة أيضًا باسم اتفاقية دايتون، الموقعة في 14 ديسمبر 1995. شهد الدستور نهاية الحرب في البوسنة والهرسك، إلا أنه واجه قدرًا كبيرًا من الانتقادات. تحت إشراف المجتمع الدولي، تم اقتراح «ترتيب للتعديلات» (سُمي لاحقًا «ترتيب تعديلات أبريل») للدستور، وافقت عليه الأحزاب السياسية الرئيسية، لاعتماده في الجمعية البرلمانية للبوسنة والهرسك في نيسان / أبريل 2006، لكنها فشلت في الحصول على موافقة ثلثي أعضاء مجلس النواب.
في أربع قضايا منذ عام 2009، قررت المحكمة الأوروبية لحقوق الإنسان أن الدستور يميز ضد اليهود والغجر وغيرهم من المواطنين البوسنيين من غير الكروات أو الصرب أو البوسنيين بسبب ترشحهم للرئاسة. لم يتم تعديل الدستور بعد.

## طبيعة الدستور
دستور البوسنة والهرسك هو دستور في شكل تعاقدي دولي، لأنه جزء لا يتجزأ من اتفاقية سلام أكبر وقع عليها علي عزت بيغوفيتش، وفرانجو توزمان وسلوبودان ميلوسيفيتش، وثلاثة رؤساء دول متورطة في الحرب في البوسنة والهرسك، وكذلك كممثلين عن الاتحاد الأوروبي (فيليبي غونزاليز) والولايات المتحدة (بيل كلينتون) وألمانيا (هيلموت كول) والمملكة المتحدة (جون ميجور) وفرنسا (جاك شيراك) وروسيا (فيكتور تشيرنوميردين). كانت طبيعة الدستور هذه أيضًا ذات أهمية حيوية للمحكمة الدستورية للبوسنة والهرسك، في قرارها التاريخي بشأن دائرة الشعوب الذي يرمز له (U-5/98)، حيث أعلنت أنه يمكن تفسير الدستور على أنه معاهدة محددة في فيينا اتفاقية قانون المعاهدات لعام 1969، والتي كانت ذات أهمية كبيرة في تفسير ديباجة الدستور.

## المقدمة
تنص الديباجة، من بين أمور أخرى، على التزام البوسنة والهرسك بالحرية والمساواة والتسامح ومؤسسات الحكم الديمقراطية. كما تنص على أن حاملي السيادة هم «شعوب مكوّنة» (بوسنيون وكروات وصرب)، إلى جانب "آخرين" و "مواطنو البوسنة والهرسك" ، والتي شهدت أيضًا قدرًا كبيرًا من الجدل بين علماء القانون حول موضوع واضح تناقض.

## المضمون
- المادة الأولى - حول البوسنة والهرسك: استمرار، المبادئ الديمقراطية، التكوين، حركة البضائع، رأس المال، الرموز والمواطنة
- المادة الثانية - حقوق الإنسان والحريات الأساسية: حقوق الإنسان، المعايير الدولية، تعداد الحقوق، عدم التمييز، اللاجئون والمشردون، التنفيذ، الاتفاقيات والتعاون الدولي
- المادة الثالثة - حول المسؤوليات والعلاقات بين مؤسسات البوسنة والهرسك والكيانات: مسؤوليات مؤسسات البوسنة والهرسك، ومسؤوليات الكيانات، والقانون ومسؤوليات الكيانات والمؤسسات، والتنسيق والمسؤوليات الإضافية
- المادة الرابعة - بشأن الجمعية البرلمانية: مجلس الشعب ومجلس النواب والإجراءات والصلاحيات
- المادة الخامسة : الرئاسة: الانتخابات ومدتها، الإجراءات، الصلاحيات، مجلس الوزراء، واللجنة الدائمة
- المادة السادسة - المحكمة الدستورية: تشكيلها وإجراءاتها واختصاصاتها وقراراتها
- المادة السابعة - البنك المركزي
- المادة الثامنة - الشؤون المالية
- المادة التاسعة - أحكام عامة
- المادة العاشرة - إجراء التعديل
- المادة الحادية عشرة : الترتيبات الانتقالية
- المادة الثانية عشرة : الدخول حيز التنفيذ

## الملحقات والمرافقات
- الملحق الأول - بشأن اتفاقيات حقوق الإنسان الإضافية التي سيتم تطبيقها في البوسنة والهرسك
  - 1 - اتفاقية منع جريمة الإبادة الجماعية والمعاقبة عليها لعام 1948
  - 2 - اتفاقيات جنيف الأولى والرابعة لعام 1949 بشأن حماية ضحايا الحرب وبروتوكولات جنيف من الأول إلى الثاني لعام 1977
  - 3. اتفاقية عام 1951 الخاصة بوضع اللاجئين وبروتوكول عام 1966 الملحق بها
  - 4. اتفاقية 1957 بشأن جنسية المرأة المتزوجة
  - 5. اتفاقية عام 1961 بشأن خفض حالات انعدام الجنسية
  - 6. الاتفاقية الدولية للقضاء على جميع أشكال التمييز العنصري لعام 1965
  - 7- العهد الدولي الخاص بالحقوق المدنية والسياسية لعام 1966 وبروتوكولاها الاختياريان لعامي 1966 و 1989
  - 8. ميثاق عام 1966 الخاص بالحقوق الاقتصادية والاجتماعية والثقافية
  - 9- اتفاقية القضاء على جميع أشكال التمييز ضد المرأة لعام 1979
  - 10. اتفاقية مناهضة التعذيب وغيره من ضروب المعاملة أو العقوبة القاسية أو اللاإنسانية أو المهينة لعام 1984
  - 11. الاتفاقية الأوروبية لمنع التعذيب والمعاملة أو العقوبة اللاإنسانية أو المهينة لعام 1987
  - 12. اتفاقية حقوق الطفل لعام 1989
  - 13. الاتفاقية الدولية لحماية حقوق جميع العمال المهاجرين وأفراد أسرهم لعام 1990
  - 14. 1992 الميثاق الأوروبي للغات الإقليمية أو لغات الأقليات
  - 15. الاتفاقية الإطارية لعام 1994 بشأن حماية الأقليات القومية

اتفاقية حماية حقوق الإنسان والحريات الأساسية لعام 1950 (الاتفاقية الأوروبية لحقوق الإنسان)، على الرغم من عدم ذكرها هنا، فهي جزء من الدستور (المادة 2، 2).
- الملحق الثاني - بشأن الترتيبات الانتقالية: اللجنة المؤقتة المشتركة، استمرار القوانين والإجراءات القضائية والإدارية والمكاتب والمعاهدات

## حماية حقوق الإنسان والحريات الأساسية
إلى جانب الأحكام المنصوص عليها في الديباجة، يحمي الدستور (المادة الثانية) حقوق الإنسان والحريات الأساسية بتعريفها من خلال «تعداد الحقوق» (المادة الثانية، 3)، مشيرا إلى أن التمتع بالحقوق والحريات مكفول لـ جميع الأشخاص في البوسنة والهرسك دون تمييز لأي سبب من الأسباب («عدم التمييز»، المادة الثانية، 4) ومن خلال إعطاء سيادة لاتفاقية حماية حقوق الإنسان والحريات الأساسية على جميع القوانين الأخرى في البوسنة والهرسك. كما ينص الدستور على أن البوسنة والهرسك «يجب أن تظل أو تصبح طرفًا في الاتفاقات الدولية المدرجة في الملحق الأول لهذا الدستور» (المادة الثانية، 7)، وفي جميع الاتفاقيات الدولية الخمسة عشر. كما ينص الدستور على أنه لا يجوز لأي تعديل للدستور أن يلغي أو ينتقص من أي من الحقوق والحريات المشار إليها في المادة الثانية من الدستور (المادة 10، 2.).
وقد اتخذت المحكمة الدستورية للبوسنة والهرسك عدة قرارات ملحوظة في تفسير هذه الأحكام، وأهمها «القرار بشأن دائرة الشعوب» الذي يرمز له (U-5/98). لا تزال هناك انتقادات كبيرة للدستور، مشيرة إلى أنه ذو طبيعة تمييزية، لأنه يميز في العديد من مواده ضد المواطنين الذين ليسوا من «الشعوب المكونة»، مثل المادة الخامسة التي تحدد قواعد انتخاب رئاسة البوسنة والهرسك. كانت هناك محاولة للطعن في القانون الانتخابي، الذي يستند إلى أساس الدستور، والذي يُنظر إليه على أنه تمييزي تجاه «الآخرين»، وكذلك ضد «الشعوب المكونة» إلى حد ما، من خلال محاولة تفسير المادة الثانية (2) بطريقة تجعل الاتفاقية الأوروبية لحماية حقوق الإنسان والحريات الأساسية وبروتوكولاتها لها الأسبقية على دستور البوسنة والهرسك نفسها. ومع ذلك، رفضت المحكمة الدستورية للبوسنة والهرسك هذا الموقف في قرارها رقم U-5/04. وقد أدى ذلك إلى قيام جاكوب فينشي، زعيم الجالية اليهودية في البوسنة والهرسك، برفع دعوى ضد البوسنة والهرسك أمام المحكمة الأوروبية لحقوق الإنسان، والتي أقرت بعدم أهليته للرئاسة ومجلس الشعوب لأنه ينتهك القانون الأوروبي. اتفاقية حقوق الإنسان.

## المحكمة الدستورية للبوسنة والهرسك
المحكمة الدستورية في البوسنة والهرسك ة، التي تهدف إلى أن يكون مترجم والوصي على دستور البوسنة والهرسك الدور الرئيسي، كما جاء في المادة السادسة، الفقرة 3 من الدستور («المحكمة الدستورية يجب التمسك هذا الدستور»)، وتعتبر أعلى سلطة قضائية، نظرًا لأنها تتمتع بولاية قضائية استئناف على القضايا بموجب الدستور الناشئة عن حكم صادر عن أي محكمة أخرى في البوسنة والهرسك (المادة السادسة، الفقرة 3. ب).

## تعديل الدستور
في المادة العاشرة، التي تحدد إجراءات التعديل، ينص الدستور على أنه يمكن تعديله بقرار من الجمعية البرلمانية، بما في ذلك أغلبية ثلثي الحاضرين والمصوتين في مجلس النواب. لا ينص الدستور على من له الحق في تقديم التعديلات إلى الجمعية النيابية أو بموجب أي قواعد. أيضًا، في الفقرة 2 من المادة العاشرة، ينص الدستور على أنه لا يمكن الانتقاص من الحقوق والحريات، كما هو موضح في المادة الثانية، وكذلك الفقرة 2 نفسها.

## انتهاك الاتفاقية الأوروبية لحقوق الإنسان
في عام 2009، حكمت المحكمة الأوروبية لحقوق الإنسان في القضية التي تعرف بأسم قضية البوسنة والهرسك. ، وهي قضية رفعها ديرفو سيديك وجاكوب فينشي، وهما مواطنان بوسنيان من أصل روماني ويهودي، وبالتالي فإنهما غير مؤهلين للترشح للرئاسة. قررت المحكمة أن هذا القيد (يقدر بنحو 400 ألف مواطن بوسني، أي 12 في المائة من السكان، لا يمكنهم الترشح لمنصب الرئيس بسبب دينهم أو عرقهم أو مكان إقامتهم) ينتهك الاتفاقية الأوروبية لحقوق الإنسان. كما وجدت ثلاث حالات لاحقة أن الدستور تمييزي. ومع ذلك، اعتبارًا من عام 2019، لم يتم تعديله بعد.